# بورصة دبي للذهب والسلع
تأسست بورصة دبي للذهب والسلع في عام  2005 في إمارة دبي، الإمارات العربية المتحدة. و هي فرع تابع لمركز دبي للسلع المتعددة ، وهو مبادرة استراتيجية من حكومة دبي، بمهمة تعزيز تدفقات التجارة في المنطقة من خلال تامين البنية التحتية الفعّالة اللازمة من النواحي الجسمانية ومتطلبات السوق وتقديم الخدمات اللازمة.

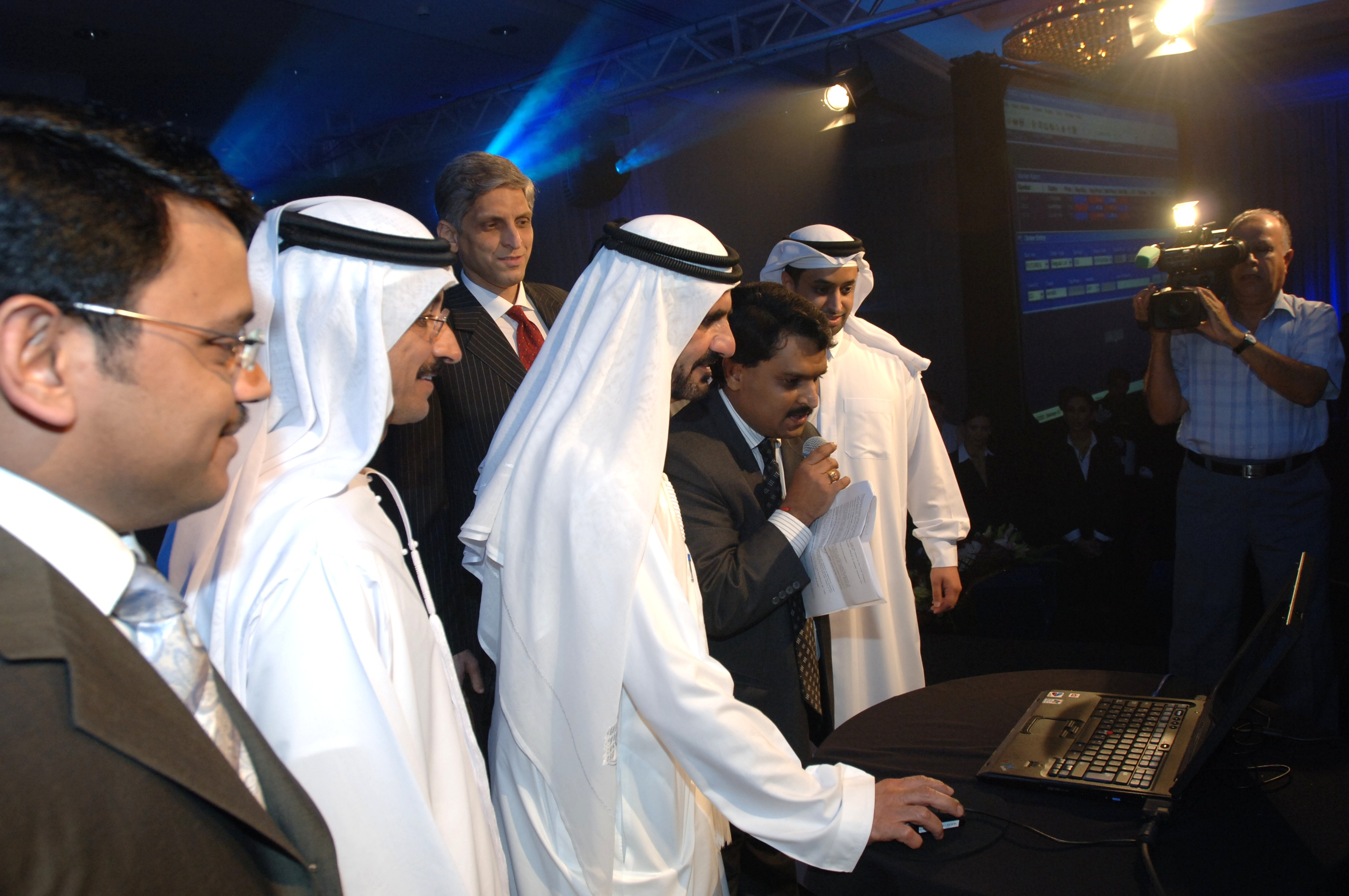
اطلاق بورصة دبي للذهب والسلع

يوجد في دولة الإمارت العربية المتحدة ثلاث بورصات للتداول في الأسهم. هي سوق دبي المالي وسوق أبو ظبي المالي وبورصة ناسداك. توفر بوصة دبي للذهب والسلع التداول على عقود مشتقات السلع الآجلة وخيارات العقود. تعتبر عقود مشتقات السلع والعملات الآجل، فئة أصول بديلة للإستثمار. حيث يعرف العقد الآجل بأنه إتفاقية بين بائع ومشتري لشراء أو بيع سلعة معينة معروفة المواصفات والحجم والقياس، على أن يتم التسليم في تاريخ محدد في المستقبل.
تتيح بورصة دبي للذهب والسلع التداول على عقود المعادن الثمينة والمعادن الأساسية وعقود العملات الآجلة وعقود النفط والطاقة. هذا أطلقت البورصة مؤخراً عقود مؤشرات سينسكس الآجلة التي تعتبر أول عقد أسهم يتم طرحه في السوق.
في أكتوبر 2023 أعلنت بورصة دبي للذهب والسلع عن إطلاق أول عقد فوري للفضة متوافق مع الشريعة الإسلامية في دول مجلس التعاون الخليجي، مما يتيح للمستثمرين تداول المعدن الأبيض عبر منصة موثوقة وشفافة.
في أغسطس أعلنت بورصة دبي للذهب والسلع عن إلغاء رسوم التداول المرتبطة بعقد الذهب الفوري المتوافق مع الشريعة الإسلامية و يسهم الإعفاء من الرسوم إلى زيادة أحجام التداول و جذب مستثمرين جدد على المدى الطويل من جميع أنحاء المنطقة والعالم